# Ахарони, Иоханан
Иоханан (Йоханан) Ахарони (изначальная фамилия — Аронхейм) (ивр. יוחנן אהרוני‎, 7 июня 1919, Франкфурт-на-Одере, Германия — 9 февраля 1976, Тель-Авив, Израиль) — израильский археолог и специалист в области исторической географии, один из основателей современной израильской археологической школы. Заведовал кафедрой археологии и культур Древнего Востока и институтом археологии Тель-Авивского университета.

## Биография
Йоханан Аронхейм родился 7 июня 1919 года во Франкфурте-на-Одере в Германии. В 1933 году, после прихода к власти нацистов, в 14-летнем возрасте иммигрировал в подмандатную Палестину. Там он окончил школу Реали в Хайфе, а затем, будучи близок у левому крылу рабочего сионизма, участвовал в кибуцном движении: получил образование в сельскохозяйственной школе Микве-Исраэль и стал одним из основателей и первых поселенцев кибуца Алоним.
В годы жизни в кибуце Иоханан Ахарони поступил в Еврейский университет в Иерусалиме где изучал историю и археологию под руководством Беньямина Мазара, преподававшего археологию библейского периода и историю еврейских племён.
С 1947 по 1950 год служил в армии обороны Израиля.
В 1950-м году, после окончания войны за независимость Израиля Ахарони получил место инспектора галилейских древностей в Департаменте древностей Израиля. На этой должности он работал в течение следующих пяти лет, и это стало началом его деятельности как археолога. Результатом этих исследований стала защищенная в 1957 году докторская диссертация «Расселение израильских племен в Верхней Галилее». Затем в течение четырёх лет он работал в экспедиции в Хацоре (руководитель — Игаэль Ядин). В этот период Ахарони раскрыл стену каземата и Соломоновы ворота, первым датировав их.
В 1954 году Ахарони начал преподавать в Еврейском университете; в 1959 — доцент этого университета. В 1968 году перешёл в Тель-Авивский университет, став там профессором и заведующим кафедры археологии и культур Древнего Востока и института археологии.
Ахарони вёл раскопки в пещере писем в Иудейской пустыне, в крепости Масада, в Тель-Кедеше, Тель-Харашиме, в кибуце Рамат-Рахель, где им были обнаружены остатки крупной иудейской крепости, в Араде, Беэр-Шеве и Тель-Араде.